# OH JAPAN 〜OUR TIME IS NOW〜
「OH JAPAN 〜OUR TIME IS NOW〜」（オー・ジャパン 〜アワ・タイム・イズ・ナウ〜）は、日本の音楽ユニット・B'zの松本孝弘を中心に結成されたロックバンド・TMGの楽曲。2004年3月31日に1枚目のシングルとしてVERMILLION RECORDSから発売された。

## 概要
- 初回限定盤には36ページに及ぶ「TAK MATSUMOTO Guitar Book」が付属[1]。また抽選で1000名に、2004年5月9日に全国のハードロックカフェにて行われた1stアルバム『TMG I』の先行試聴会の応募特典や、CDをパソコンに取り込んでスペシャル・コンテンツにアクセスできるといった購入特典があった[2]。

## 収録曲
1. OH JAPAN 〜OUR TIME IS NOW〜 （4:09）
  - 和のメロディを入れたハードロックナンバー。
  - 2004年2月よりテレビ朝日系列のスポーツテーマソングとして使用されていたが、当初は歌手名がクレジットされていなかった[3]。タイアップの関係で、松本は“JAPAN”をタイトルに使うよう二人に伝えていた。そのため、歌詞はタイアップを意識してポジティヴな気持ちをこめて書いたという。[要出典]
  - 本作を引っさげ、フジテレビ系『HEY!HEY!HEY! 春の桜満開!日本全国縦断生中継スペシャル!!』や日本テレビ系『AX MUSIC-TV 01 はなわまおー』に出演したが、ボーカルのエリック・マーティンが参加できず、その時のエリックの代役をベースのジャック・ブレイズが務めた。なお、テレビ朝日系『ミュージックステーションスペシャル』に出演した際は、エリックも参加した。
  - ミュージック・ビデオは、目黒雅叙園で松本のみ撮影されたものと、外国人メンバーが来日した際に撮影したバンド演奏の映像を、合わせたものとなっている。
2. TRAPPED （3:41）
  - アルバム『TMG I』にも収録されている。
3. OH JAPAN 〜OUR TIME IS NOW〜 (KARAOKE)
4. TRAPPED (KARAOKE)

## 参加ミュージシャン
- 松本孝弘：ギター、作曲・編曲
- エリック・マーティン：ボーカル、作詞
- ジャック・ブレイズ：ベース、作詞
- 徳永暁人：編曲、プログラミング
- ブライアン・ティッシー：ドラム
- 大田紳一郎：コーラス（#2）

## タイアップ
- 『TV ASAHI NETWORK SPORTS 2004』テーマソング（#1）

## 収録アルバム
- TMG I （両曲）